# أوجيشيكا هيل
أوجيشيكا هيل (مواليد 27 نوفمبر 2000) هو لاعب كرة قدم ألماني يلعب في مركز خط الوسط في نادي هامبورغ.

## روابط خارجية
- أوجيشيكا هيل على موقع قاعدة بيانات كرة القدم.إي يو (الإنجليزية)
- أوجيشيكا هيل على موقع بيانات كرة القدم. دي إي (الألمانية)
- أوجيشيكا هيل على موقع Soccerway.com (الإنجليزية)
- أوجيشيكا هيل على موقع عالم كرة القدم.نت (الإنجليزية)